# Aspilia sahariensis
Aspilia sahariensis là một loài thực vật có hoa trong họ Cúc. Loài này được O.Hoffm. & Muschl. mô tả khoa học đầu tiên năm 1910.